# 猫王不在了
《猫王不在了》（英語：Elvis Has Left the Building）是一部2004年上映的黑色幽默电影，由乔尔·兹威克执导。金·貝辛格在片中饰演一名化妝品销售员 ，她在一群猫王模仿者前往拉斯维加斯参加一个会议时意外杀死了他们。約翰·科貝特饰演一位广告主管，汤姆·汉克斯客串了一个已故的猫王模仿者。